# 對人恐懼症
對人恐懼症（日语：／ Taijin Kyōfushō），是精神官能症的一種。指因为在他人面前失败过，在人前害怕出现症状，并且在他人眼前感到极度紧张，被此折磨着。常见于青春期，轻度可以自然痊癒。可能會慢性演變為社交恐懼症、恐慌症。
日本特有的文化依存症候群，海外也就直接以日語發音称为Taijin kyofusho symptoms (TKS)。比較輕度的病症是。一般把并发隱蔽青年症状等甚至到了对社会生活有障碍这般重度的叫做对人恐怖症，但是没有严格地区别定义，本质上是一样地。因此在本条目中是作为一样的症状来对待的。

## 概要
根据个别情况，如下有各种称呼，但是都是屬於对人恐惧症的。
症状如下分类的话会涉及到很多方面，但哪个都会在人前显出感到羞耻并且不安，意识集中在那一点，相對的在症状恶化上也是一样的性质。
臉紅恐懼症、 表情恐懼症、視線恐懼症这些症状也常见。
主要症狀
- 臉紅恐懼症 - 在公眾場合會感到臉紅，而使別人感到訝異。
- 表情恐懼症 - 十分在意自己的表情
  - 笑顔恐懼症 - 不能在人前自然地笑，脸颊会抽搐。
- 視線恐懼症 - 會在乎自己的視線與他人的接觸。
  - 對他人視線恐懼症 - 擔心別人的視線而造成恐懼心理。
    - 例1：面對正在談話的對象時，會感到不能很自然地說話。
    - 例2：在团体中被大家看着的时候会在意而无法冷静。与别人意见不合时总觉得被对方看着。

  - 對自己視線恐懼症 - 被自己的視線所困擾。（例：巴士電車的車廂內等等）
  - 正視別人恐懼症 - 觉得自己的视线是不是会让对方感到不愉快，不敢正视对方。
  - 脇見恐惧症 - 越意识到不能看向一边，就会朝那边看。看向女性的脚、在考试时很在意旁边的人等等。
- 醜外貌恐懼症 - 深信自己的外貌或者身体很难看，有过度的自卑感，无法很好地打好人际关系。
- 寫字手會抖（書痙，書做動詞用） - 在公共場合寫字，手會顫抖。
- 嫌疑恐懼症 - 觉得周围的人会不会认为自己是犯人。
  - 例1：在超市时，觉得周围的人以为自己是小偷。
  - 例2：在拥挤的电车中，觉得周围的人以为自己是痴汉。
- 電話恐懼症 - 在人群中打电话時觉得周围的人在窃听自己打电话，就不會講好電話。
- 餐廳吃飯恐懼症 - 餐厅等地方，在人群中無法從容地吃好饭。
- 失语恐惧症 - 觉得自己的话是不是会伤害到对方而无法自然地讲好话。
- 雜談恐懼症 - 由於自信心的喪失，深信自己在会话方面很差，而无法自然地对话。許多身陷其中的人解釋道，雖然曾有讀一本講述談話藝術的書，但仍會感到恐懼。而根本的原因是「深信自己的会话技术很烂」。
- 口吃 - 站在人們面前時，講話會結結巴巴。
- 多汗症 -  在人们面前会异常出很多汗。
- 体臭、口臭恐怖症（自臭症） - 在意自己的体味（实际上表现出症状的情况很少），觉得自己是不是被人讨厌了。
- 唾液恐懼症 - 在人前注意吞咽唾液时的声音。可以参考空気嚥下症。
- おなら恐惧症（放屁症） - 參照過敏性腸症候群（大腸激躁症）的气体型。上述的吞气很多时候会促进这个症状发生。
- 男性恐懼症 - 與男性面對面時會感到恐懼，通常以女性較多，但也有可能發生在男性。
- 女性恐懼症 - 與女性面對面時會感到恐懼，通常以男性較多，但也有可能發生在女性。

患者讨厌自己的症状想要治疗时，越意识到问题时症状就会越变坏，然后会陷入一种恶循环。
有很多人为自己症状感到耻辱，同时有着「是不是会给周围的人带来麻烦」这样的罪恶感，而不敢把自己的烦恼告诉身边的人。但是，对于克服症状来说，阻止症状的发生以及直面症状是很有效果的。
治疗的话，在精神疗法中以认知行动疗法为首要。（参考社交不安障碍）森田疗法在大正时代就是以这一专业的先驱者而知名的。

## 含义
在西方一般来说，对伤害他人、给他人带来麻烦、惹怒他人的自己自律，比起这种自律性的恐惧，不如说是对自己的攻击，因为社交能力不足而被别人谴责这种他律性的恐惧也是一种症状。 以鲁思·本尼迪克特 所提出的的「罪的文化（guilty culture）」来说，也能理解为「恥文化（shame culture）」。
关于对人恐惧症的理解有很多。对人恐惧症一般被认为是“在人前会产生无理的强烈不安或者紧张，然后害怕被人讨厌，被人觉得奇怪，而避免人际交往”这样的精神病。。
在对人恐惧症中，妄想性这样的恐惧症也有被叫做“重症对人恐惧症”或者“思春期妄想症”。 但是，这样的恐惧症因为伴随着妄想，不包括对人恐惧症，也有人觉得应该放在别的分类中更好。。
关于对人引起恐惧症的原因，西园昌久在调查是不是与耻辱心理、害怕心理有关。根据西园的调查，例如男性，感到周围对他的压迫的对人恐惧，或者视线恐惧，基本上可以说是对于与他人对立的自己感到不安。和这相反，女性的情况的话，对人恐惧与视线恐惧，丑貌恐惧，赤面恐惧相关联，对在他人眼中暴露的自己很拘泥。。
锅田恭孝的分析是根据“私下自我意识”与“公共自我意识”来分类意识过剩的。私下自我意识就是，注意到其他人直接观察不到的东西：内在、感情、心情等。公共自我意识就是，对他人可以观察到的服装、容貌姿态、言行举动等过于拘泥。正常范围内对人敏感的话，（过度）害怕周围对自己的评价或者视线是由于公共自我意识提高而产生的，这会随着年龄的增长而消失。 与此相对，对人恐惧症是降低了自我评价，对自己厌恶，因为无理展示了"应该是必须的"如此高的自我理想，然后提高了公共自我意识，所以会产生哪些烦恼。 。

## 国外认知
在美国精神医学会的诊断手册DSM-IV中（精神障碍的诊断与统计入门书），认为对人恐惧症在日本是一种特别的恐惧症。（付録I　文化に結びついた症候群の文化的定式化と用語集の概説、の中の一項目）。

### taijin kyofusho 對人恐懼症
日本文化特异的恐惧症，与DSM-IV中的社交恐惧症相类似。这种症候群被记述为，患者害怕自己的身体一部分或者外貌、气味、表情、举止等令人不舒服或者为难，对之感到很强的恐惧感。 此症候群已经被收入日本精神疾病诊断系统。

## 有對人恐懼症症狀的主要名人
- 夏目漱石
- 江戶川乱步
- 太宰治
- 夏目房之介
- 岩井秀人
- 木下理樹
- 釈由美子
- 原田芳雄
- 三浦友和
- 田代政
- 松岡禎丞

## 出典
1. ↑  永田法子1992「対人恐怖症」（『心理臨床大事典』、培風館、pp.800-801）
2. 1 2 3  『人間関係の心理と臨床』p.138
3. ↑  鍋田恭孝1989「対人恐怖症」（『性格心理学 新講座 3 適応と不適応』金子書房、pp.299-315）
4. ↑  『人間関係の心理と臨床』p.139
5. ↑  DSM-IV精神疾患の診断・統計マニュアル　訳　高橋三郎、大野裕、染谷俊幸　医学書院刊　(p811、日本語訳初版1996年)

## 關聯項目
- 社交恐懼症
- 午飯同伴症候群
- 人格障礙 - 迴避性人格障礙
- 過干渉
- 害羞